# Марклунд, Лиза
Лиза Марклунд (швед. Liza Marklund; род. 9 сентября 1962 года) — шведская писательница и автор детективных романов. Большинство её книг, объединённые в серию о шведской журналистке Аннике Бенгтзон, опубликованы на 30 языках и разошлись миллионными тиражами по всему миру. В 2010 году стала соавтором романа «Убийцы по открыткам» (The Postcard Killers) вместе с американским писателем Джеймсом Паттерсоном. Книга является 12 по счету в карьере писательницы. Благодаря этому дуэту Марклунд стала вторым после Стига Ларссона шведским автором, чьё произведение возглавило список бестселлеров «Нью-Йорк Таймс».
Является совладельцем третьего по величине издательского дома в Швеции «Пиратфёрлагет» (Piratförlaget), а также колумнистом в вечерней газете «Экспрессен».
Также Марклунд — посол доброй воли ЮНИСЕФ. Живёт в Испании со своим мужем Микаэлем.

## Биография
Писательскую карьеру начала в 1995 году. С этого момента написала 8 криминальных романов, 2 документальных в соавторстве с Марией Эрикссон и одной работы в жанре «нон-фикшн» с Лоттой Сникер. Цикл о журналистке Анике Бенгцтон стал бестселлером по всему миру.
В течение всей писательской активности Марклунд выиграла множество литературных призов и наград. Она становилась 14 и 4 в списке самых популярных женщин Швеции в 2003 и 2004 годах соответственно.
По мотивам её книг сняты фильмы шведского производства «Крайний срок» и «Рай». Их выпуск состоялся в 2001 и 2003 годах. В 2009 году компания «Йеллоу Бёрд» (Yellow Bird) выкупила права на экранизацию шести романов Марклунд: «Студия 69», «Прайм-тайм», «Красная волчица», «Последнее завещание Нобеля», «Пожизненный срок» и «Место под солнцем». Уже в этих экранизациях роль главной героини исполнила актриса Малин Крепин.
В 2004 году Марклунд была назначена послом Национального фонда детей ЮНИСЕФ. Причиной тому стал личный интерес писательницы к правам человека, в частности, детей. Она много путешествует от имени этой организации и занимается вопросами детского рабства и ВИЧ-инфицированных детей в странах третьего мира.

### Серия «Анника Бенгцтон»
1. Sprängaren (1998)
2. Studio sex (1999)
3. Paradiset (2000)
4. Prime Time (2002)
5. Den Röda Vargen (2003) Красная Волчица
6. Nobels testamente (2006) Последняя воля Нобеля
7. Livstid (2007) Пожизненный срок
8. En plats i solen (2008) Место под солнцем
9. Du gamla, du fria (2011) Громкое дело
10. Lyckliga gatan (2013)
11. Järnblod (2015)